# 奥山雄材
奥山 雄材（おくやま ゆうさい、1931年8月31日 - ）は日本の郵政官僚。郵政事務次官を経て、稲盛和夫とともにKDDIの設立に尽力し、同社初代代表取締役社長、電気通信事業者協会会長、簡易保険福祉事業団理事長等を歴任した。

## 来歴・人物
岡山県出身。岡山県立西大寺高等学校を経て、1954年、岡山大学法文学部法学科を2期生として卒業。小長啓一元通商産業事務次官は大学時代の友人。旧郵政省（現：総務省）でNTT民営化にあたるなどし、郵政省通信政策局長などを経て、1988年、郵政事務次官。1993年、第二電電（現：KDDI）社長に就任。NTTドコモやNTTコミュニケーションズに対抗するため、稲盛和夫会長とともに、国際電信電話、日本移動通信の親会社であるトヨタ自動車の奥田碩会長などと面談をし、第二電電を存続会社にした合併によりKDDIの設立を行い、同社初代社長に就任した。電気通信事業者協会会長も務めた。
2005年11月瑞宝重光章受章。

## 略歴
- 1954年　郵政省入省
- 1965年　貯金局第一業務課課長補佐
- 1967年　北海道電波監理局監理部長
- 1968年　札幌郵政局郵務部長
- 1969年　札幌郵政局人事部長
- 1970年　大臣官房文書課総合企画室長
- 1971年　郵政参事官
- 1972年　電波監理局放送部業務課長
- 1973年　電波監理局放送部企画課長
- 1976年　近畿郵政局次長
- 1977年　信越郵政局長
- 1979年　大臣官房審議官
- 1980年　関東郵政局長
- 1981年　大臣官房経理部長
- 1983年　大臣官房長
- 1984年　通信政策局長
- 1986年　電気通信局長
- 1988年　郵政事務次官